# Ландветте
Ла́ндветте (др.-сканд. Landvættr, ла́ндвихт нем. Landwicht) — в германо-скандинавской мифологии дух-хранитель местности или целой страны. Ландветте (ландвихт) относится к более широкому классу духов природы: веттиров (вихтов).

## Этимология
Landvættr (множественное число Landvættir, ла́ндветтир) происходит от двух слов: land («земля») и vættr («существо, сверхъестественное существо, дух»). Аналогичные переводы встречаются и в других современных языках (англ. Land Wight, Land Spirit или нем. Land + Wesen, Geist).
Сходное значение имеет и название германских ландвихтов (от нем. Wicht — «существо», «создание»).

## Ландветте в письменных источниках

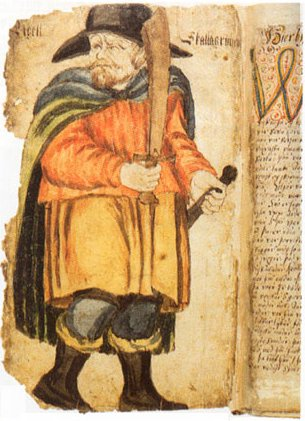
Эгиль Скаллагримссон рассчитывал на помощь ландветтиров

Автор «Саги об Олаве сыне Трюггви» приводит следующую легенду. Некий колдун, посланный датским конунгом Харальдом разведать Исландию, отправился туда в обличье кита.

«Подплыв к Исландии, он отправился на запад и обогнул страну с севера. Он увидал, что все горы и холмы полны там духами страны, большими и малыми.»
В четырёх разных местах колдун хотел выйти на берег и всякий раз ландветтиры преграждали ему путь: сначала дракон в окружении ядовитых змей, жаб и ящериц, потом — громадная птица в сопровождении прочих пернатых, за нею — огромный бык с другими духами и, наконец, великан в железной палицей в руке вместе со своими соплеменниками. В завершении Снорри Стурлусон добавляет, что под видом этих хранителей страны выступили четыре наиболее выдающихся исландца того времени: Броддхельги, Эйольв сын Вальгерд, Торд Ревун и Тородд Годи. Всё это заставило датчан отказаться от планов разорения Исландии и отплыть на своих кораблях домой.
В четвёртой части «Книги о заселении Исландии» ландветтиры упоминаются несколько раз: в частности, подплывающим к берегам страны предписывалось снимать украшавшие нос корабля фигуры с оскаленными головами или с разверстыми пастями, чтобы не напугать духов страны. Ландветтиры, как уверяли очевидцы, сопровождали некоторых местных жителей на тинг, на охоту или рыбалку, но в то же время поселенцы не решались осваивать определённые земли, опасаясь их духов.
В «Саге об Эгиле» вновь говорится о ландветтирах, когда главный герой с их помощью пытается отомстить норвежскому правителю и его жене:

«Я посылаю проклятие духам, которые населяют эту страну, чтобы они все блуждали без дороги и не нашли себе покоя, пока они не изгонят конунга Эйрика и Гуннхильд из Норвегии.»
В «Пряди о Дерзком Халли» один из ландветтиров даже называется по имени: Агди (др.-сканд. Agði), хранитель Агденеса («мыса Агди») при входе в Тронхеймс-фьорд.

## Ландветте в народных верованиях

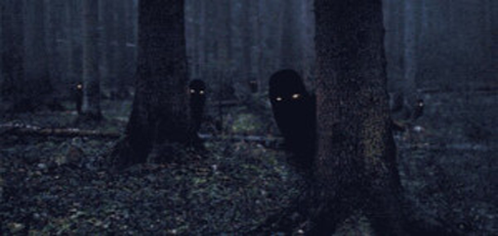
Возможно, ландветтиров представляли себе именно так

Исландские переселенцы периода освоения страны старались избегать определённых местностей (например, скал или пещер), где они боялись столкнуться с охранявшими их духами, в которых видели первых жителей острова. К ландветтирам относились с известной долей уважения и им даже приносились определённые жертвы, причём подобное положение не изменилось и после принятия христианства. Всё это вынудило церковь объявить ландветтиров злыми демоническими существами и под угрозой штрафа поставить под запрет их почитание и поднесение им пищи. Ещё в конце 1260-х годов в законах норвежского короля Магнуса VI описывались меры по борьбе с верой населения в ландветтиров, обитающих в рощах, насыпях или водопадах (что, впрочем, не помешало ей сохраниться вплоть до XIX и даже XX веков). Вместе с тем уверялось, что после того, как исландцы стали христианами, ландветтиры собрали свои пожитки и покинули районы, которые они прежде охраняли.
Ландветтирам приписывались такие качества как зооморфность, способность являться во сне, а также сопровождать человека и покровительствовать ему и его роду, что сближает их с характеристиками фюльгья. Кроме того считалось, что ландветтиры не любят громких звуков и мусора, боятся кровопролития и выставленных голов с распахнутой пастью, а также невидимы для людей, если только не посмотреть на них очень внимательно в нужном свете и в нужное время, при этом они могли принимать облик человека, тролля или другой бестии. Чтобы получить их помощь, ландветтиров можно было умилостивить сексуальными услугами (хотя бы и символического характера).
В то же время, если не удавалось добиться расположения духов подарками, то для занятия земли их попросту пытались прогнать с неё, выпустив над вожделенным участком горящую стрелу.
В духах страны хотя и видели существ, превосходящих человека по своим силам и возможностям, но разница эта не ощущалась непреодолимой и поэтому люди могли проклясть или изгнать их. Однако, это имело и обратную сторону: если ландветтиры были напуганы или разозлены, то земля не приносила ожидаемого урожая, а живущие на ней люди заболевали. По той же причине не следовало резко поднимать большие камни, под которыми духи должны иметь своё жилище, чтобы у этих в целом миролюбивых и не отказывающих в помощи существ оставалась возможность вовремя среагировать. Примечательна история, случившаяся при строительстве авиабазы Кеблавик: исландскому бригадиру во сне явилась некая женщина и попросила не трогать лежавший на пути большой камень, пока она не перенесёт оттуда свою семью. Лишь через две недели, когда та же женщина в новом сновидении поблагодарила за данное ей время и разрешила убрать валун, строители решили продолжить свою работу. Зачастую, чтобы избежать подобных ситуаций, при прокладке новых дорог стараются просто обойти такое препятствие и лишний раз не тревожить ландветтиров.

## Интерпретации и значение

Ландветтиры на гербе Исландии

Уже Якоб Гримм в своём монументальном труде «Немецкая мифология» перечислял ландветтиров среди различных упомянутых в Скандинавии духов и проводил от них параллели к западноевропейским вихтам. Впоследствии они не раз становились темой работ и дискуссий учёных-медиевистов (как например, Петера Андреаса Мунка, Габриэля Турвиль-Петера и других).
Ландветтиров ещё в языческие времена часто смешивали (или связывали) с альвами и дисами, а поздний скандинавский фольклор объединял их также со «скрытыми людьми». Вера в существование последних, широко распространённая в современной Исландии и мирно уживающаяся с христианским мировоззрением, своими корнями уходит в средневековые представления о ландветтирах. Некоторое отличие составляет приписываемый этим духам пол: если «скрытые жители» видятся скорее в женском обличье, то среди ландветтиров должны были преобладать мужские представители. При этом существует мнение, что женскую ипостась духов земли отражают так называемые «ланддисы» («духи-дисы земли»), особая подкатегория скандинавских дис.
Несмотря на отсутствие чётких границ между различными категориями духов низшей мифологии Скандинавии, попытки видеть в ландветтирах ещё и демонов, связанных с умершими, не находят подтверждения в каких-либо письменных источниках. Также малоубедительной выглядит гипотеза, пытающаяся объяснить легенду о четырёх духах, описанных в «Саге об Олаве сыне Трюггви», всего лишь переносом на исландскую почву символов евангелистов (ангел, лев, телец и орёл) или представлений о облике херувимов.
Ныне ландветтиры — хранители Исландии — представлены на монетах и гербе этой страны, который описывается как 

«щит с серебряным крестом на небесно-голубом поле, с огненно-красным крестом внутри серебряного креста. Изображены на гербе должны быть четыре духа-хранителя земли, которые упоминаются в Хеймскрингле: бык — на правой стороне герба, горный великан — на левой, большая птица — на правой, выше быка, и дракон — на левой, выше горного великана».